# Агафологія
Агафоло́гія (від грец. αγαθολογία — «вчення про добро»; або Агатологія (від грец. agathon – благо і logos – вчення)) — частина практичної філософії або етики, в якій йде мова про «вище благо».
З того часу, як Сократ визначив це поняття в тому сенсі, що в ньому зливається ідея чесноти з ідеєю блаженства (благополуччя) і що вища чеснота складає і вище щастя, відношення цих двох моментів зазначеного поняття стало предметом жвавих суперечок між різними школами грецької філософії після Арістотеля, які віддавали перевагу життєвій мудрості перед мудрістю світовою.
Зазначена Сократом тотожність чесноти і щастя тлумачилася епікурейцями в тому сенсі, що перша не що інше, як добре розраховане прагнення щастя, між тим як стоїки знаходили, що блаженство полягає виключно в прояві чесноти. Ця протилежність вчення про агафологію увійшла в середньовічну та новітню філософію і притому таким чином, що до поняття про вище благо, що зумовлює злиття чесноти і щастя, стали домішувати погляди стоїків на евдемонізм.
Поняття про вище благо має логічне вираження психологічного факту, що полягає в загальному припущенні про такий устрій світу, що людина, яка живе праведно, урешті-решт так чи інакше щаслива. Поняття про вище благо є прямим наслідком ідеї морального світового порядку.